# Empis dasytarsus
Empis dasytarsus är en tvåvingeart som beskrevs av Smith 1969. Empis dasytarsus ingår i släktet Empis och familjen dansflugor. Inga underarter finns listade i Catalogue of Life.